# Giusy Buscemi
Giuseppina Buscemi, conocida como Giusy Buscemi (Mazara del Vallo, 13 de abril de 1993), es una actriz y modelo italiana, ganadora de la edición número 73 del concurso de belleza Miss Italia en 2012.

## Biografía
Nació en Mazara del Vallo y vive en Menfi. Después de asistir al liceo científico, se matriculó en la facultad de Literatura, Música y Espectáculo de la Universidad de Roma La Sapienza.
En 2012 ganó la edición número 73 del concurso de belleza Miss Italia; es la novena Miss Italia proveniente de Sicilia. Durante el evento, Buscemi ya había conseguido la banda Miss Wella Professionals (sobre Alessandra Monno) y la banda Gli occhi di Enzo. Ese mismo año debutó como actriz en la película Baci salati, ópera prima de Antonio Zeta, estrenada en el Festival de Cine de Taormina, y continuó actuando en Nero infinito (2013), primer trabajo del director Giorgio Bruno, y Fratelli unici, dirigida por Alessio Maria Federici y estrenada en 2014. En el año 2010 había ganado el concurso nacional Una ragazza per il cinema.
Durante el año 2014 se unió a la novena temporada de la serie de televisión Don Matteo, interpretando a Assuntina Cecchini, y más tarde consiguió otro papel en la miniserie televisiva La bella y la bestia. Al año siguiente participó de la tercera temporada de Un passo dal cielo, junto a Terence Hill, y en otras series como La dama velata e Il giovane Montalbano. A continuación interpretó a Teresa Iorio, la protagonista de la serie Il paradiso delle signore, y formó parte de la serie angloitaliana Medici: Masters of Florence.
El 14 de mayo de 2017 se casó con el director Jan Michelini, después de tres años de noviazgo. El casamiento tuvo lugar en Roma, ciudad en donde la actriz continúa trabajando. El matrimonio tiene tres hijos. Es pariente lejana del actor estadounidense Steve Buscemi.

## Filmografía

### Cine
- Baci salati (2012), de Antonio Zeta.
- Nero infinito (2013), de Giorgio Bruno.
- Fratelli unici (2014), de Alessio Maria Federici.
- Les figures du silence (2015), cortometraje, de Anne-Camille Charliat.
- La scordatura (2015), cortometraje, de Anne-Camille Charliat.
- Smetto quando voglio - Masterclass (2017), de Sydney Sibilia.
- Smetto quando voglio - Ad honorem (2017), de Sydney Sibilia.
- Arrivano i prof (2018), de Ivan Silvestrini.

### Televisión
- Don Matteo (2014)
- La bella y la bestia (2014)
- Un passo dal cielo (2015)
- La dama velata (2015)
- Il giovane Montalbano (2015)
- Il paradiso delle signore (2015-2016)
- Medici: Masters of Florence (2016)
- C'era una volta Studio Uno (2017)
- Stanotte a Venezia (2017)
- Doc - Nelle tue mani (2022)